# USS Moccasin (SS-5)
USS Moccasin (SS-5) – amerykański okręt podwodny z początku XX wieku i okresu I wojny światowej, czwarta zamówiona jednostka typu A. Została zwodowana 20 sierpnia 1901 roku w Crescent Shipyard w Elizabeth i przyjęta w skład US Navy 17 stycznia 1903 roku. W listopadzie 1911 roku nazwę okrętu zmieniono na oznaczenie literowo-numeryczne A-4. Okręt skreślono z listy floty 16 stycznia 1922 roku.

## Projekt i budowa
USS „Moccasin”, zaprojektowany przez inż. Johna Hollanda, stanowił rozwinięcie jego poprzedniego projektu Holland VI – pierwszego okrętu podwodnego zakupionego przez US Navy. Oprócz większych wymiarów i wyporności, na śródokręcie przeniesiono zbiorniki balastowe w celu poprawy manewrowości. „Moccasin”, podobnie jak wszystkie okręty typu A, był jednostką pół-eksperymentalną (m.in. testowano na nim różne rodzaje kiosków i peryskopy).
Okręt zbudowany został w stoczni Crescent Shipyard w Elizabeth. Stępkę jednostki położono 8 listopada 1900 roku, a zwodowana została 20 sierpnia 1901 roku.

## Dane taktyczno–techniczne
„Moccasin” był małym okrętem podwodnym o konstrukcji jednokadłubowej. Długość całkowita wykonanej ze stali jednostki wynosiła 19,5 metra, szerokość 3,6 metra i zanurzenie 3,2 metra. Wyporność w położeniu nawodnym wynosiła 107 ton, a w zanurzeniu 123 tony. Okręt napędzany był na powierzchni przez 4-cylindrowy silnik benzynowy Otto o mocy 160 koni mechanicznych (KM). Napęd podwodny zapewniał silnik elektryczny prądu stałego o mocy 70 KM. Jednośrubowy układ napędowy pozwalał osiągnąć prędkość 8 węzłów na powierzchni i 7 węzłów w zanurzeniu. Zasięg wynosił 184 Mm przy prędkości 8 węzłów w położeniu nawodnym oraz 21 Mm przy prędkości 4 węzłów pod wodą. Energia elektryczna magazynowana była w akumulatorach kwasowo-ołowiowych o zmiennym napięciu od 70 do 160 V, które zapewniały 2 godziny podwodnego pływania przy pełnym obciążeniu. Dopuszczalna głębokość zanurzenia wynosiła 25 metrów.
Okręt wyposażony był w dziobową wyrzutnię torped kalibru 450 mm (18"), z łącznym zapasem pięciu torped. Załoga okrętu składała się z jednego oficera oraz sześciu podoficerów i marynarzy.

## Przebieg służby
USS „Moccasin” (Submarine Torpedo Boat No. 5) został wcielony do służby w US Navy 17 stycznia 1903 roku. Pierwszym dowódcą jednostki został chor. Frank L. Pinney. Okręt został przydzielony do Centrum Uzbrojenia Torpedowego w Newport, gdzie brał udział w szkoleniu i eksperymentach. 15 czerwca 1904 roku „Moccasin” został wycofany z czynnej służby, przeniesiony do Rezerwowej Flotylli Torpedowej. 20 lipca 1909 roku „Moccasin” wraz z „Adderem” na pokładzie węglowca USS „Caesar” rozpoczął podróż na Filipiny, osiągając Olongapo 1 października. 10 lutego 1910 roku okręt ponownie przyjęto do służby w 1. Dywizjonie Okrętów Podwodnych we Flocie Azjatyckiej. 17 listopada 1911 roku nazwę okrętu zmieniono na oznaczenie literowo-numeryczne A-4. W okresie I wojny światowej okręt patrolował wejście do Zatoki Manilskiej i eskortował lokalne konwoje. 12 grudnia 1919 roku w Cavite A-4 został wycofany ze służby i przeznaczony na okręt-cel. 17 lipca 1920 roku okręt otrzymał numer identyfikacyjny SS-5. Z listy floty został skreślony 16 stycznia 1922 roku.